# Kecske-templom
A Bencés templom (németül: Benediktinerkirche) vagy Nagyboldogasszony-templom, népies nevén Kecske-templom (németül: Geißkirche), egy a 13. és 14. században épült, a Nagyboldogasszony tiszteletére szentelt gótikus templom, Sopron Fő terének egyik legmeghatározóbb épülete. A ferences szerzetesek a város központjában először kolostorukat építették fel, majd 1280 körül szentmargitai faragott kőből emelték mellé templomukat, amely mára a magyar kora gótikus építészet egyik legkiemelkedőbb alkotásának számít. Hajóboltozata és orgonakarzata a 15. század közepén épült, berendezése barokk stílusú.

## Nevének eredete
A Nagyboldogasszony tiszteletére szentelt csarnoktemplom onnan kapta népies nevét, hogy az oldalához illesztett, 47 méter magas torony homlokzatát gótikus füzér és egy kecske díszíti. A kecske az építést finanszirozó Geisel Henrik címerállata volt (Geiss németül kecskét jelent).Más kérdés viszont, hogy ez az adomány vezeklés volt, Geisel Henrik a város egyik leggazdagabb polgára ugyanis így kért bűnbocsánatot miután megölte Büki Jánost, egy másik sopronit.[forrás?] Ábrázolása az épületen máshol is fellelhető, így az ezüst mezőben lépdelő kecskével díszített címeren, a karzat kecskét stilizáló konzoljain. A szájhagyomány külön történetet kreált a kecskék köré: eszerint a templom egy kecske által kikapart kincsből épült. Déli kapujának timpanonját 15. századi, gótikus köpenyeges Mária-szobor díszíti.

## Története

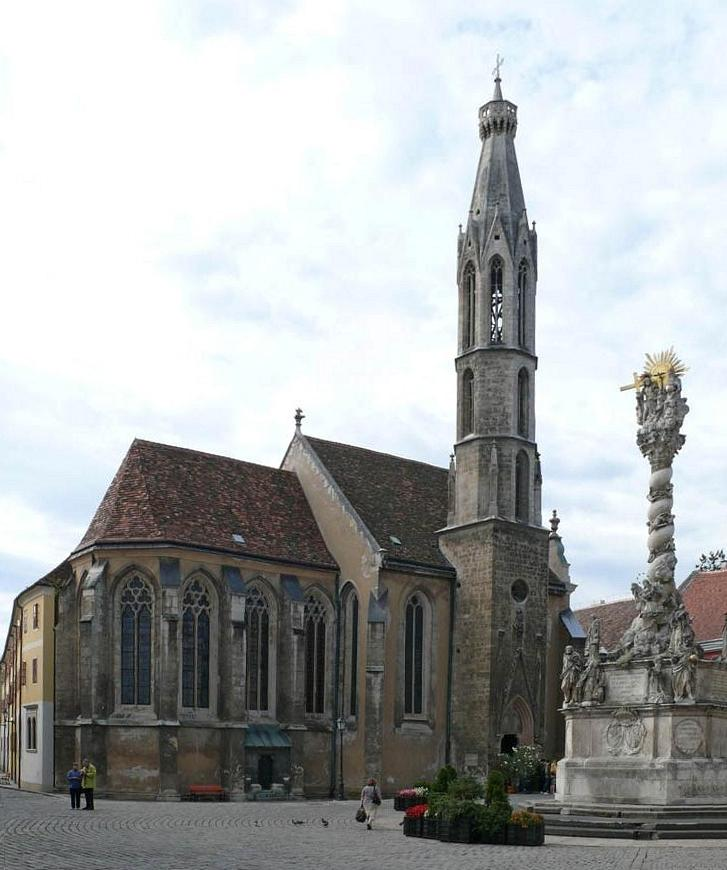
A felújítás előtti állapota

A soproni ferenceseket először egy 1280-as iratban említik – a templomot feltehetően az 1270-es években kezdték építeni. Először a hosszú, sokszög alaprajzú, boltozott és hatalmas mérműves ablakokkal díszített szentély készült el. Az 1300 körüli években országszerte elterjedt a francia eredetű kései klasszikus stílus; ebben az időben építették ki a templom hosszházát. Ugyanebben a periódusban épült a lettner. A hajó építése elhúzódott a 14. századig, boltozatát és tornyát pedig csak 1400 körül építették meg. A 13. század utáni nyugat-magyarországi épületek egyre erőteljesebb osztrák hatást mutatnak.
Geisel Henrik adományából 1379–1409 között építették ki a templom hosszházának pilléreit, boltozatát és a főtérre néző északi oldalához épített tornyát.
Ötször (1553, 1622, 1625, 1635, 1681) tartottak itt országgyűlést. Itt koronázták meg  1625-ben pedig III. Ferdinánd királyt és 1681-ben Pfalz–Neuburgi Eleonóra királynét, .
II. József császár 1787-ben feloszlatta a rendet. A templom ezután bő évtizedig használaton kívül állt, majd a bencések kapták meg.
2007 nyarán restaurálták.

## Az épület
A 13. századi szentély kőfaragványai nagyon hasonlítanak a budai Nagyboldogasszony-templom nyugati részén láthatókhoz.
A hajó négyzetes alaprajzú; falpillérein a szentélyéhez hasonló, de egyszerűbb, díszítetlen fejezeteket alkalmaztak: a hatalmas kerek pilléreket levéldíszes gyámkövek koszorúja övezi, és ezekről indulnak a csarnokhajó keresztboltozatai. A négy pillér oldalán egymás felé néző szoborfülkéket helyeztek el; ezek egyikén faragták ki a donátor kecskefejes címerét.
Ugyanez a címer díszíti a torony gazdagon profitált, fejezetzóna nélküli csúcsíves kapuzatának vimpergáját is. A jó arányú, finoman kiképzett torony a Fő tér egyik meghatározó eleme. Formája a Szent Mihály-templomét követi.
Kapuzata profitált bélletű, rizalitját meredek vimperga zárja le. A lettner finoman tagolt pillérekre támaszkodó csúcsíves árkádjai vékony válaszfalakkal elhatárolt kápolnákat foglaltak magukba.

## Berendezése
A templom építészetileg több kor terméke: a mozgalmas, levéldíszes vagy torz emberfejes gyámkövek, a szép boltozat és a finom kőrácsok a középkor, a gótikus hálóboltozat alatti, szobrokkal gazdagon díszített oltárépítmény a 18. század ízlésvilágát és életérzését tükrözi.
Ugyanezt a kettősséget látjuk a két szószéken . Az egyik egyszerű, de eszmeileg ez az értékesebb, hiszen a hagyomány szerint innen prédikált a kereszt megvédése érdekében Kapisztrán Szent János (1386–1456) ferences rendi szerzetes, aki a pápa utasítására a török ellen gyűjtött hadat, aminek élén részt vett a diadalmas nándorfehérvári csatában. Ez a szószék eredetileg fából készült, de később márvánnyal burkolták be, mert amikor a kései utódok megtudták, hogy Kapisztrán János innen prédikált, szét akarták hordani, még ha szálkánként is. A másik szószék levéldíszekkel, szobrokkal, domborművekkel ékesített, 18. századi alkotás.
Freskói és díszítései, csúcsíves ablakai valódi mesterművek.

## A ferences rendház
A Kecske-templom mögött áll a Káptalan-termet is magába foglaló rendház hatalmas tömbje.

## Galéria

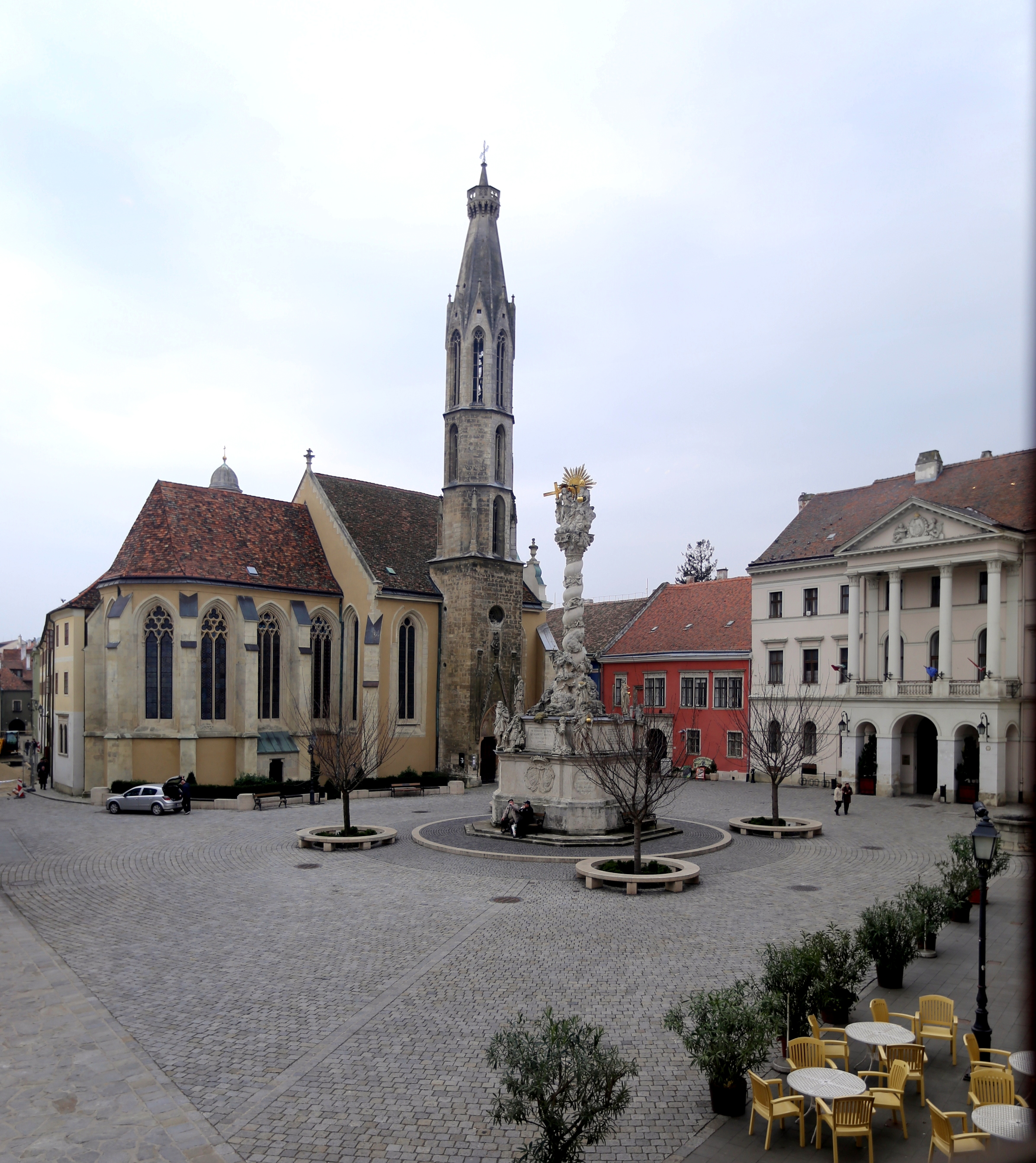
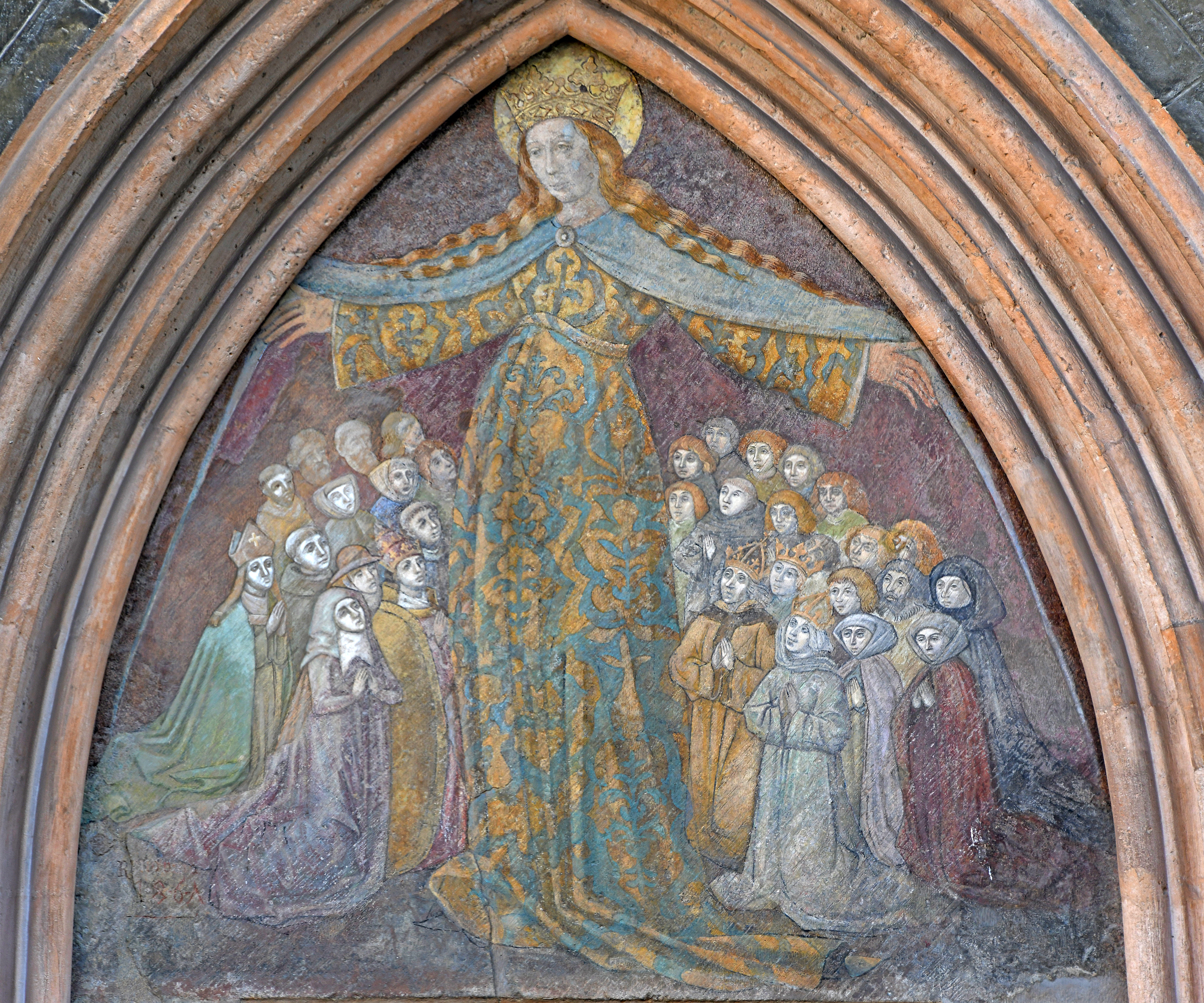
Köpönyeges Mária
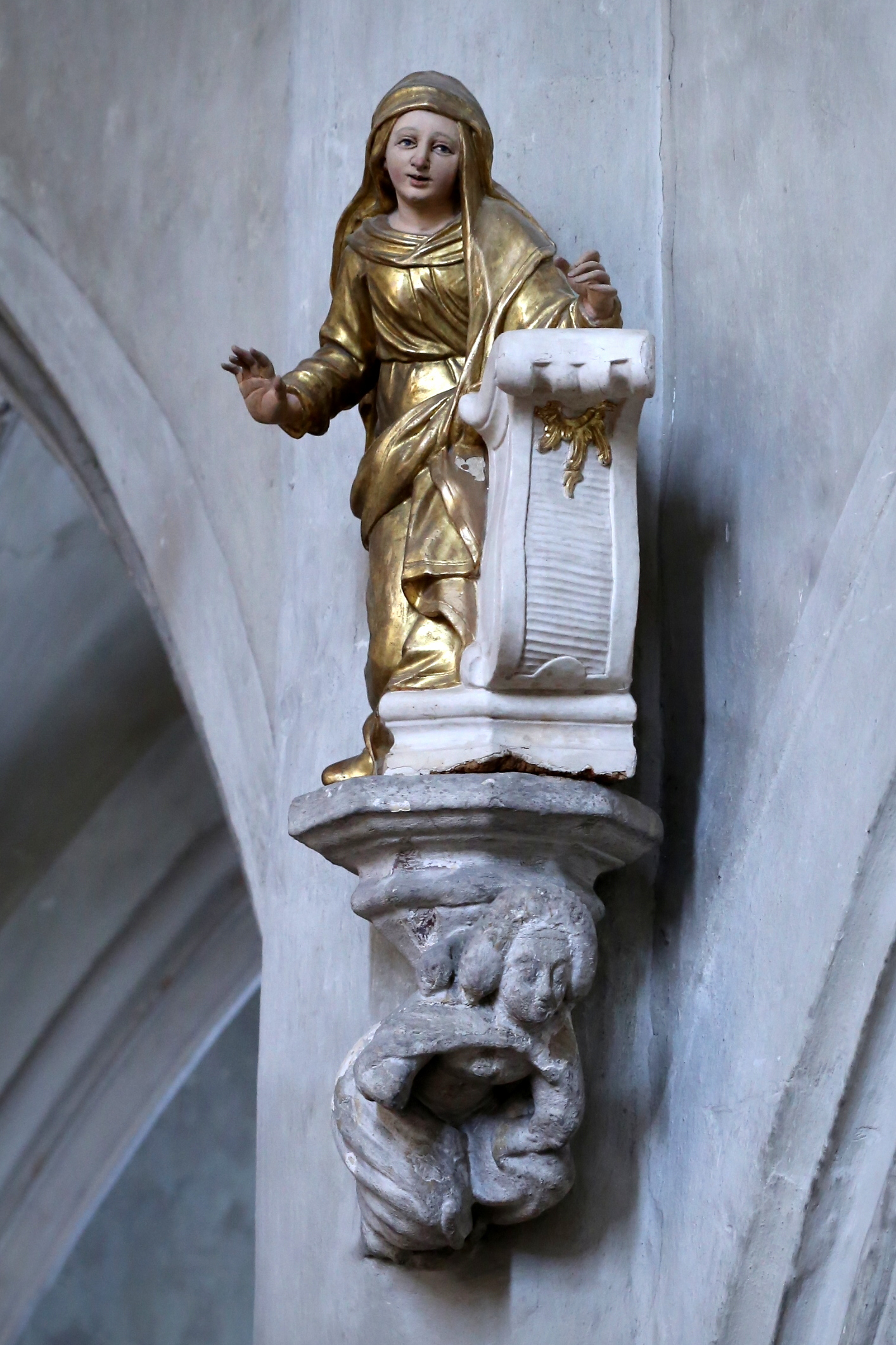
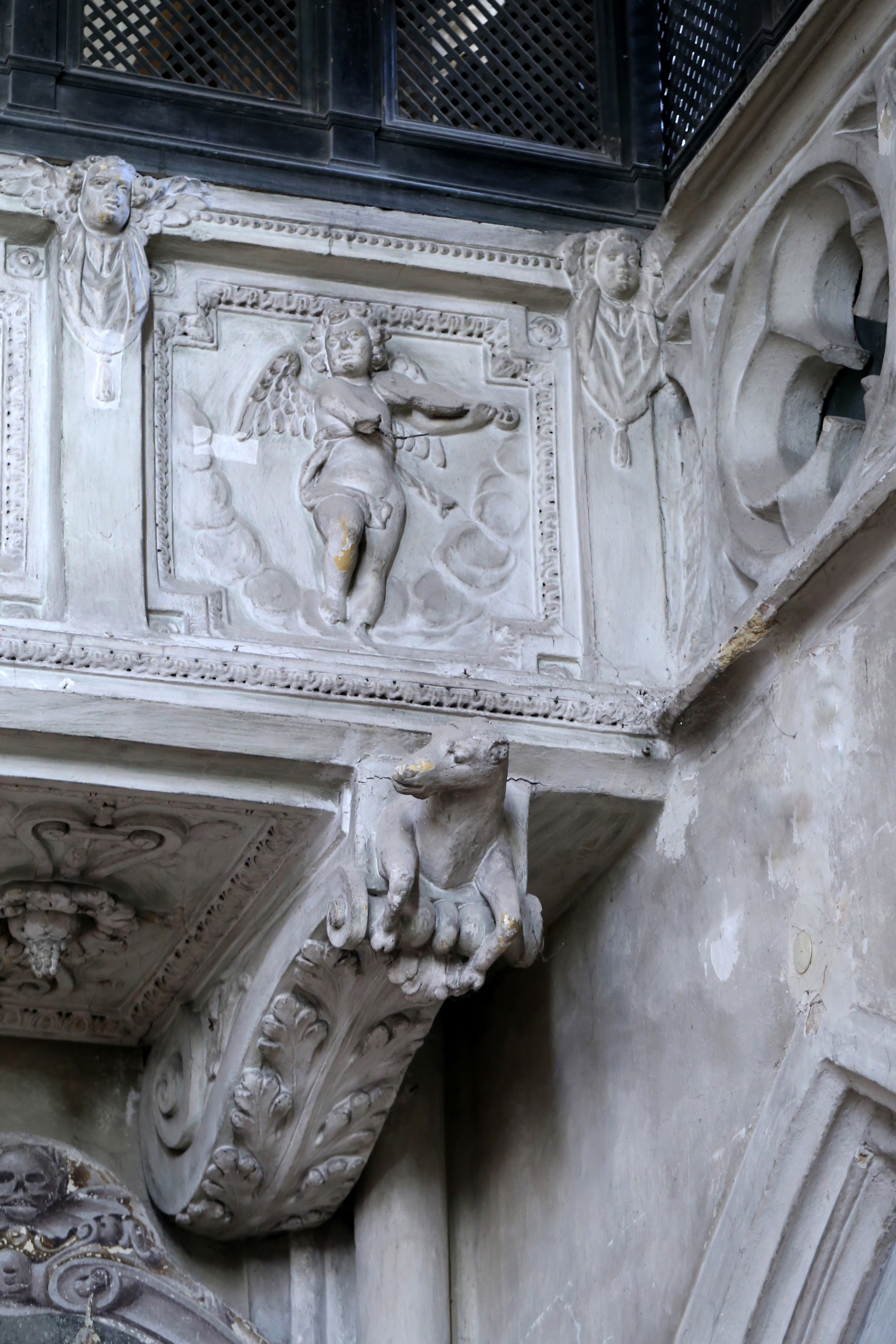
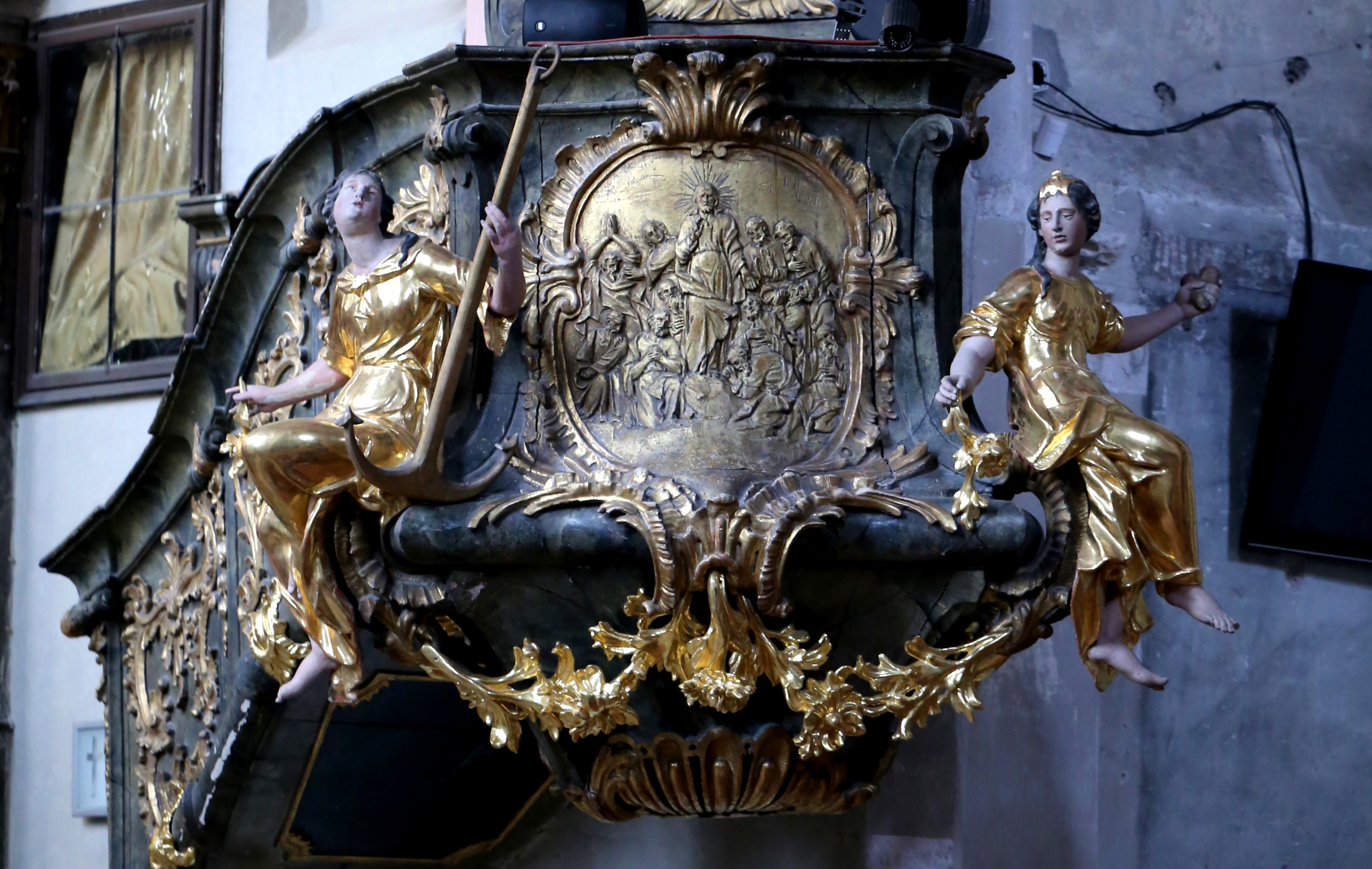
Szószék részlete
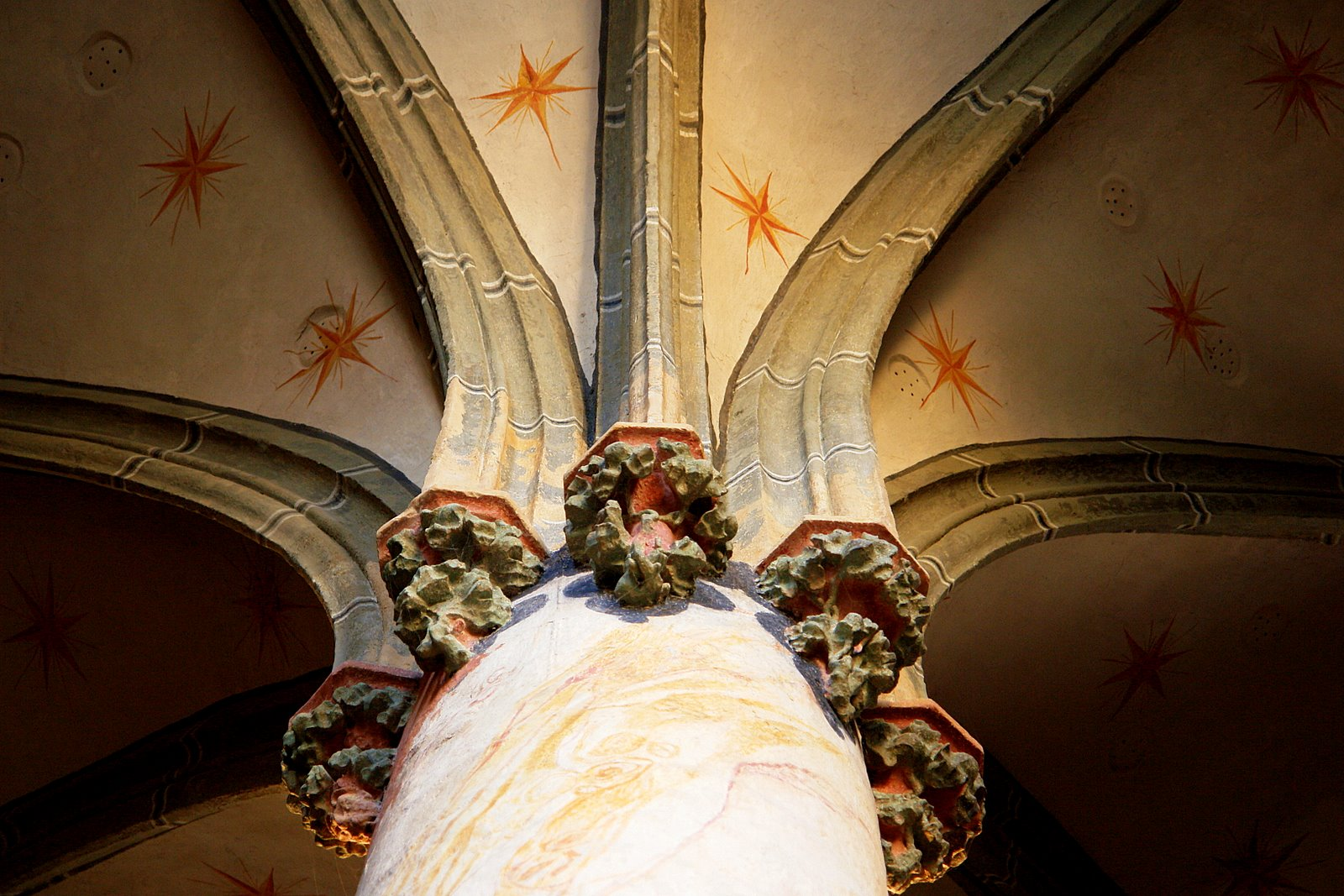
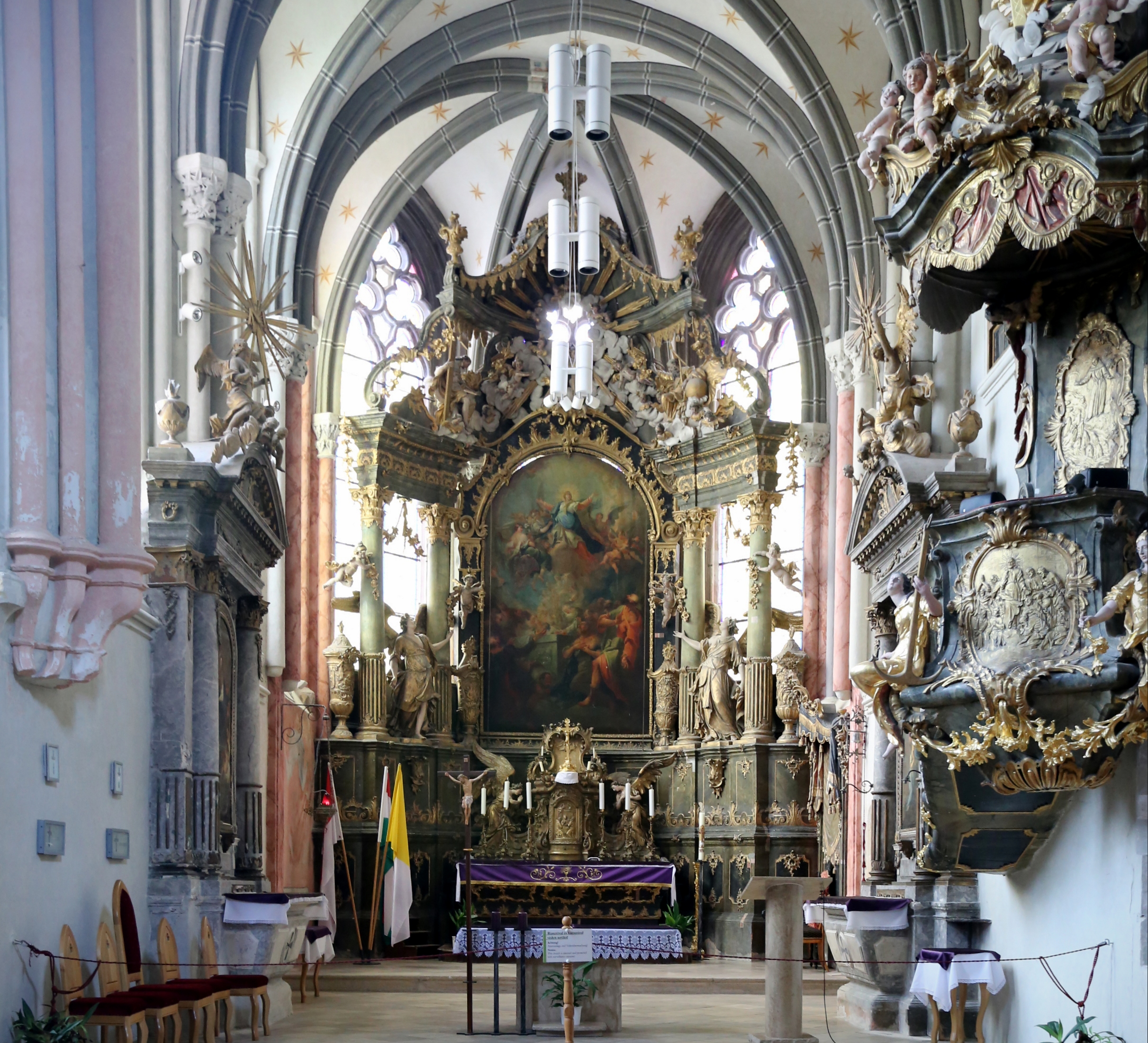
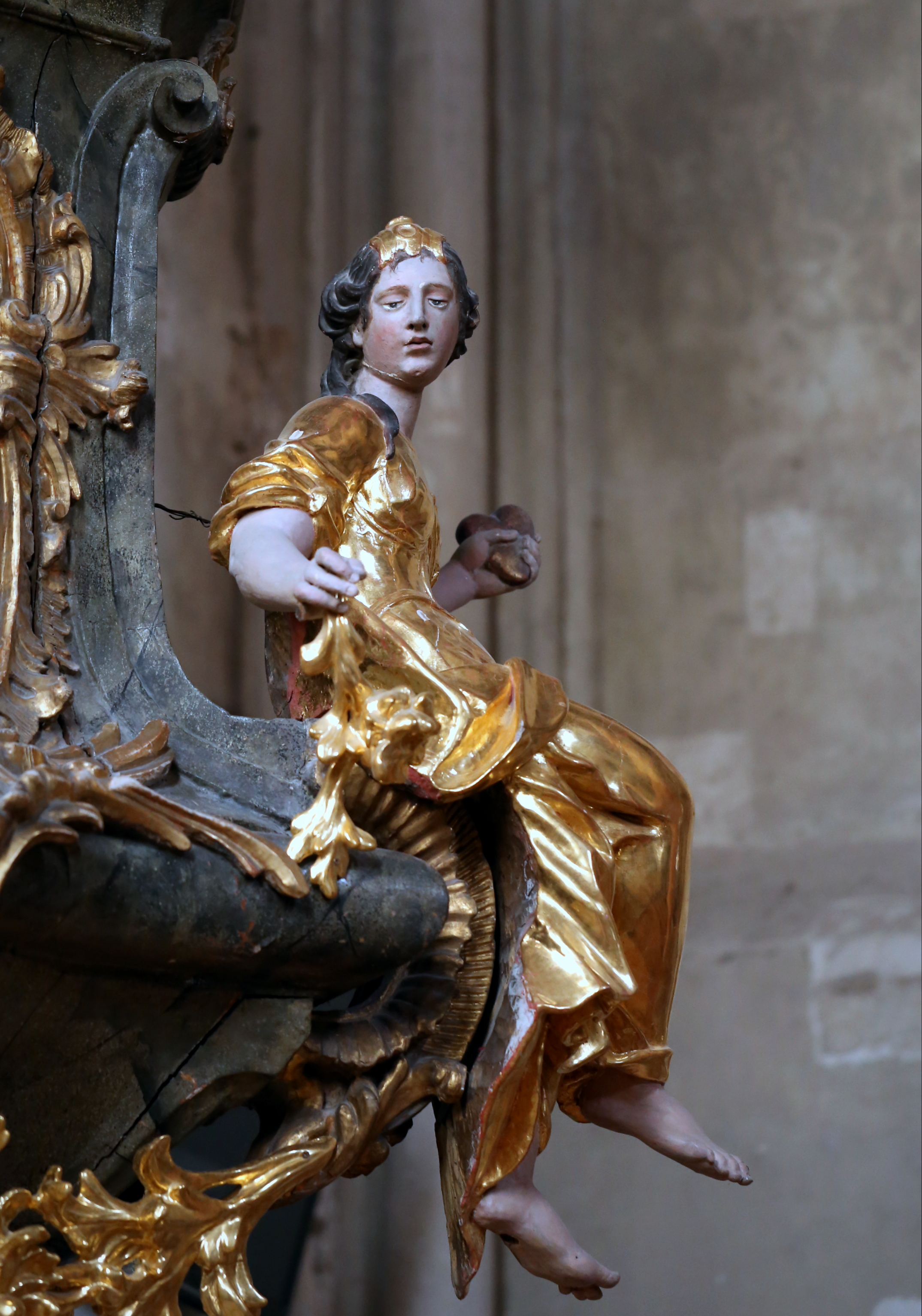
Szószék részlete
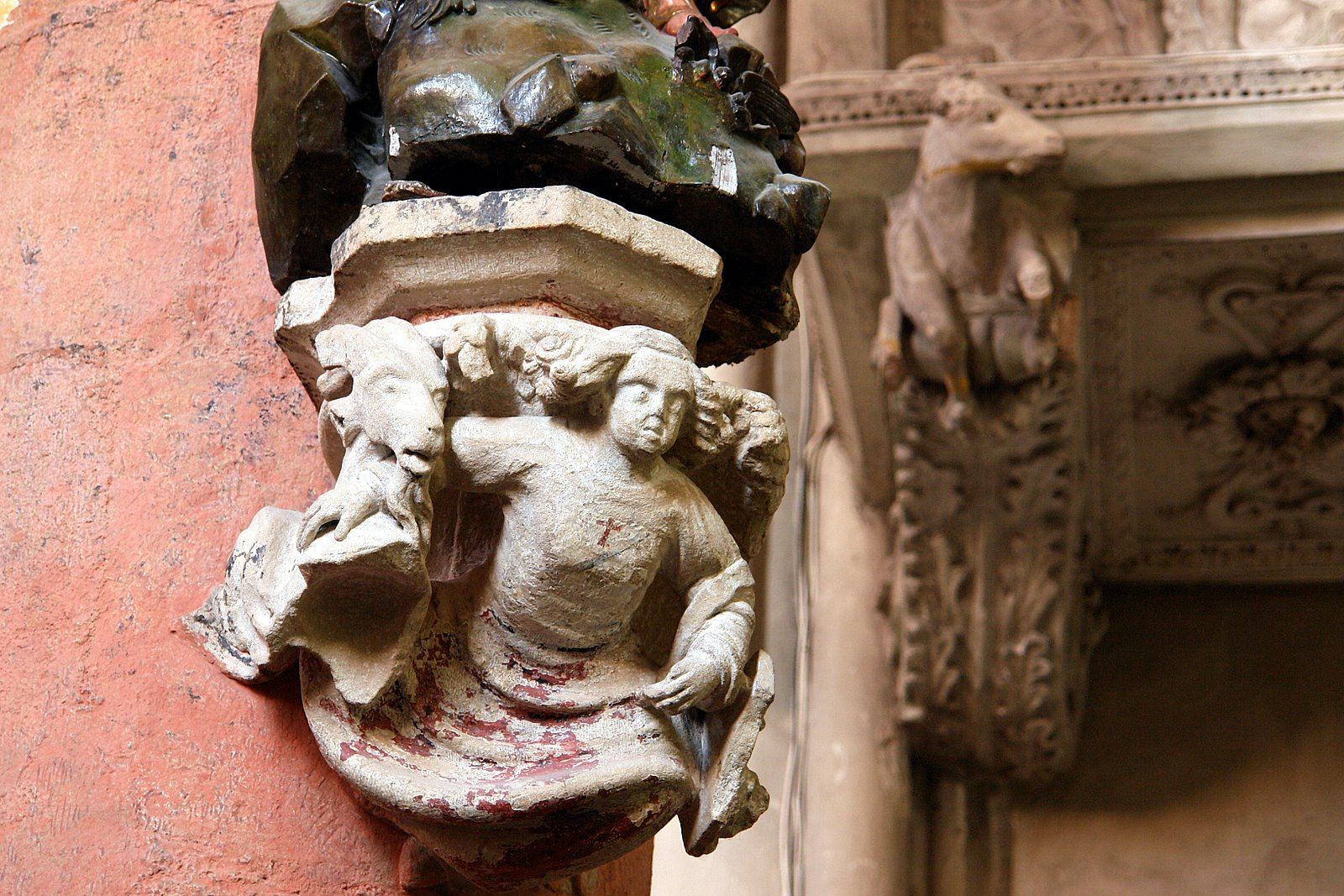
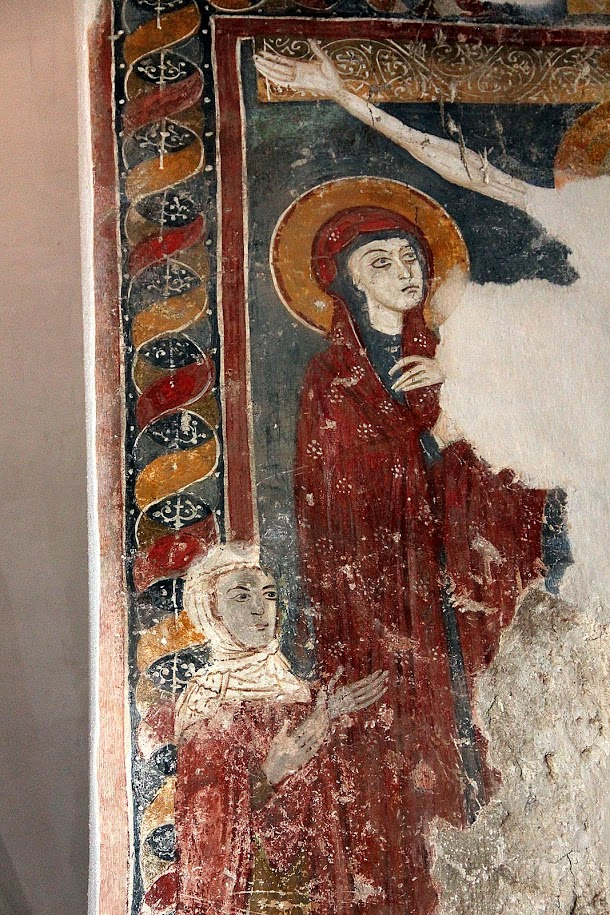
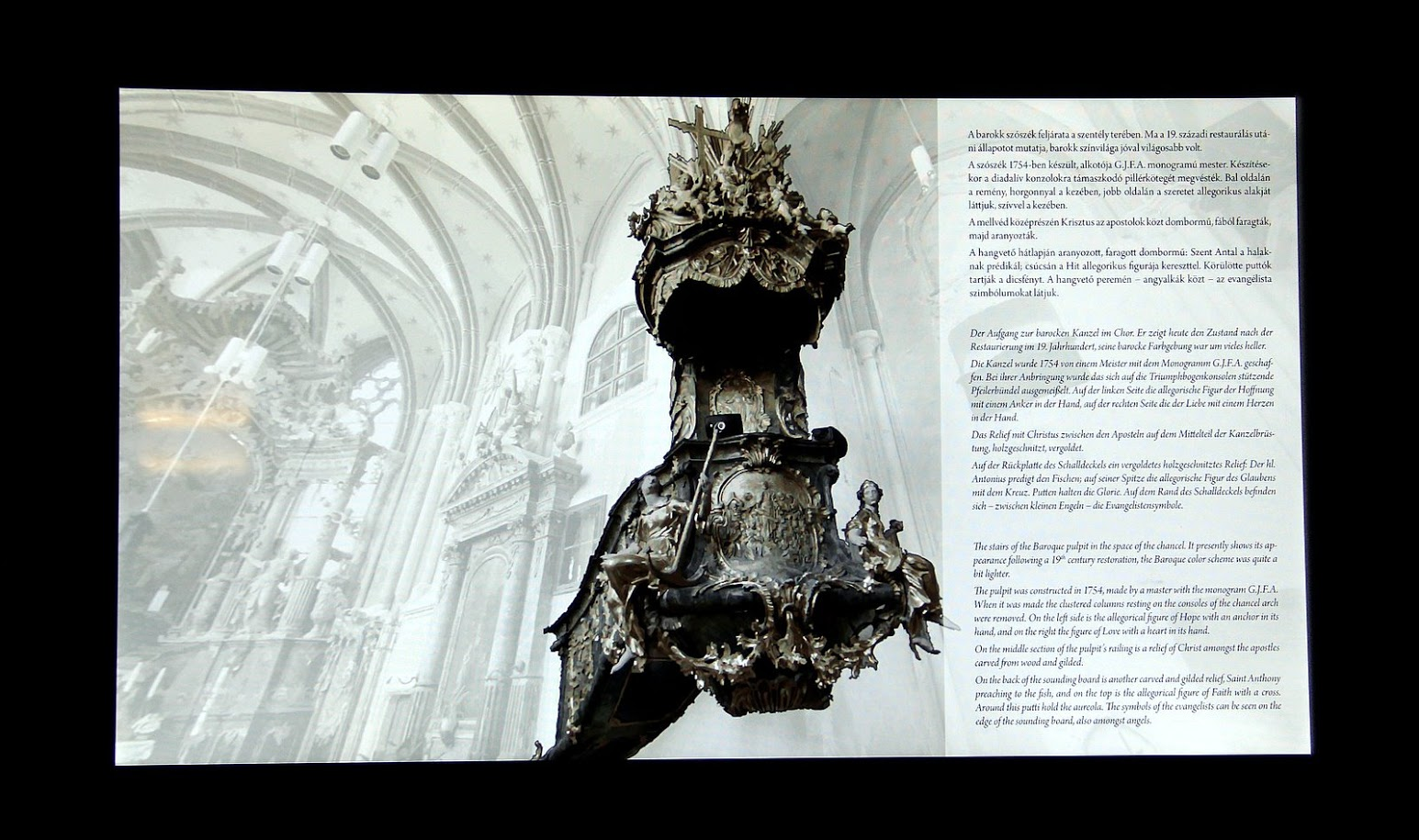
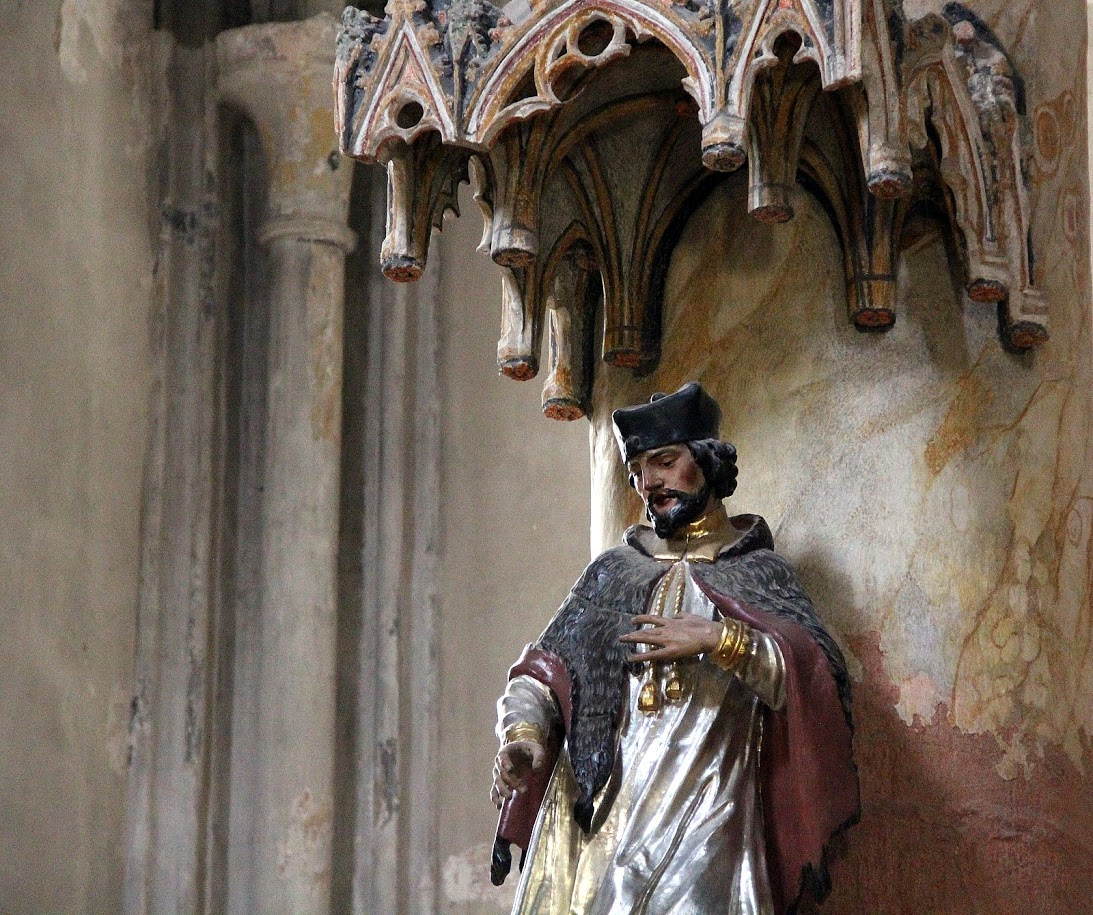
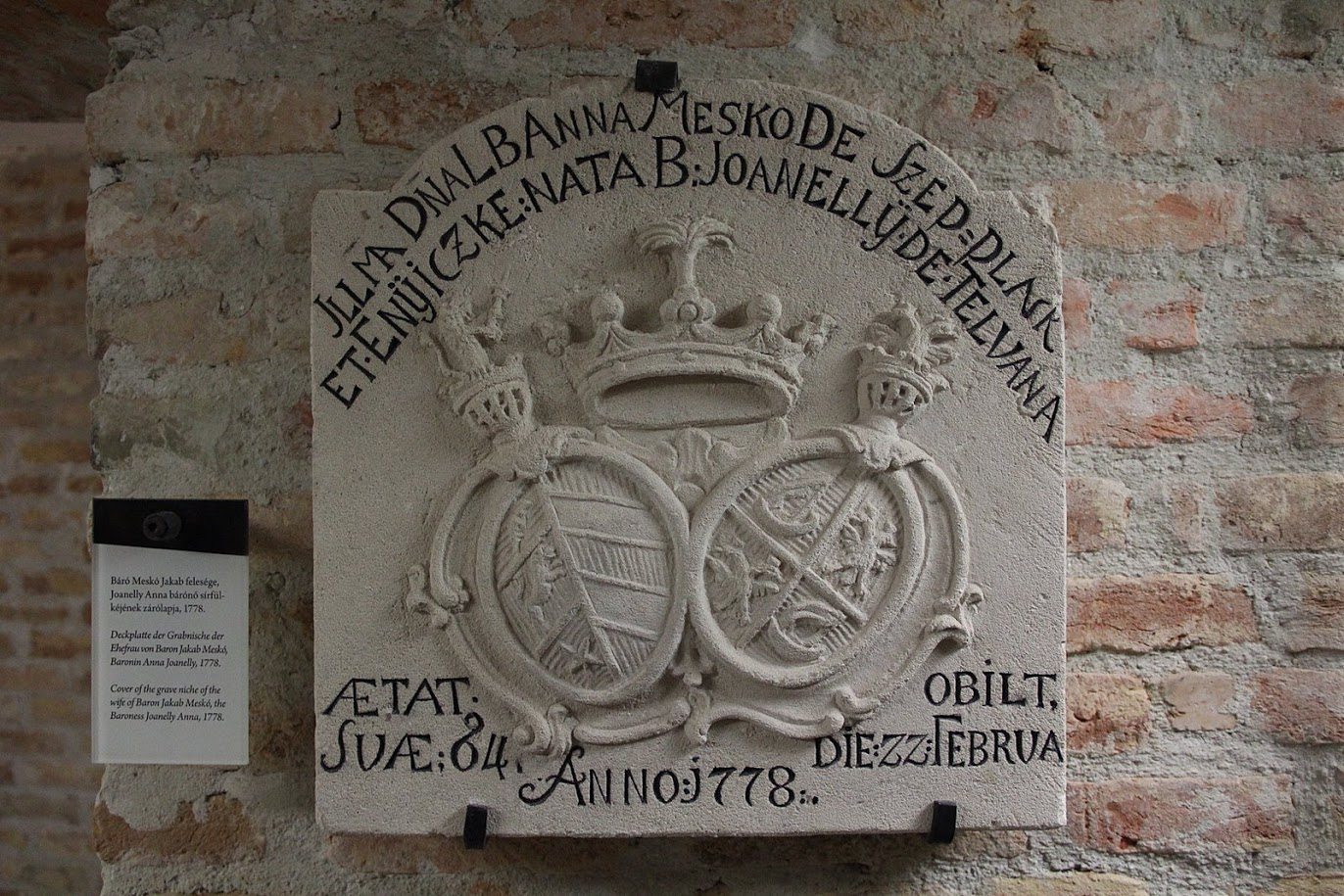
Altemplomban
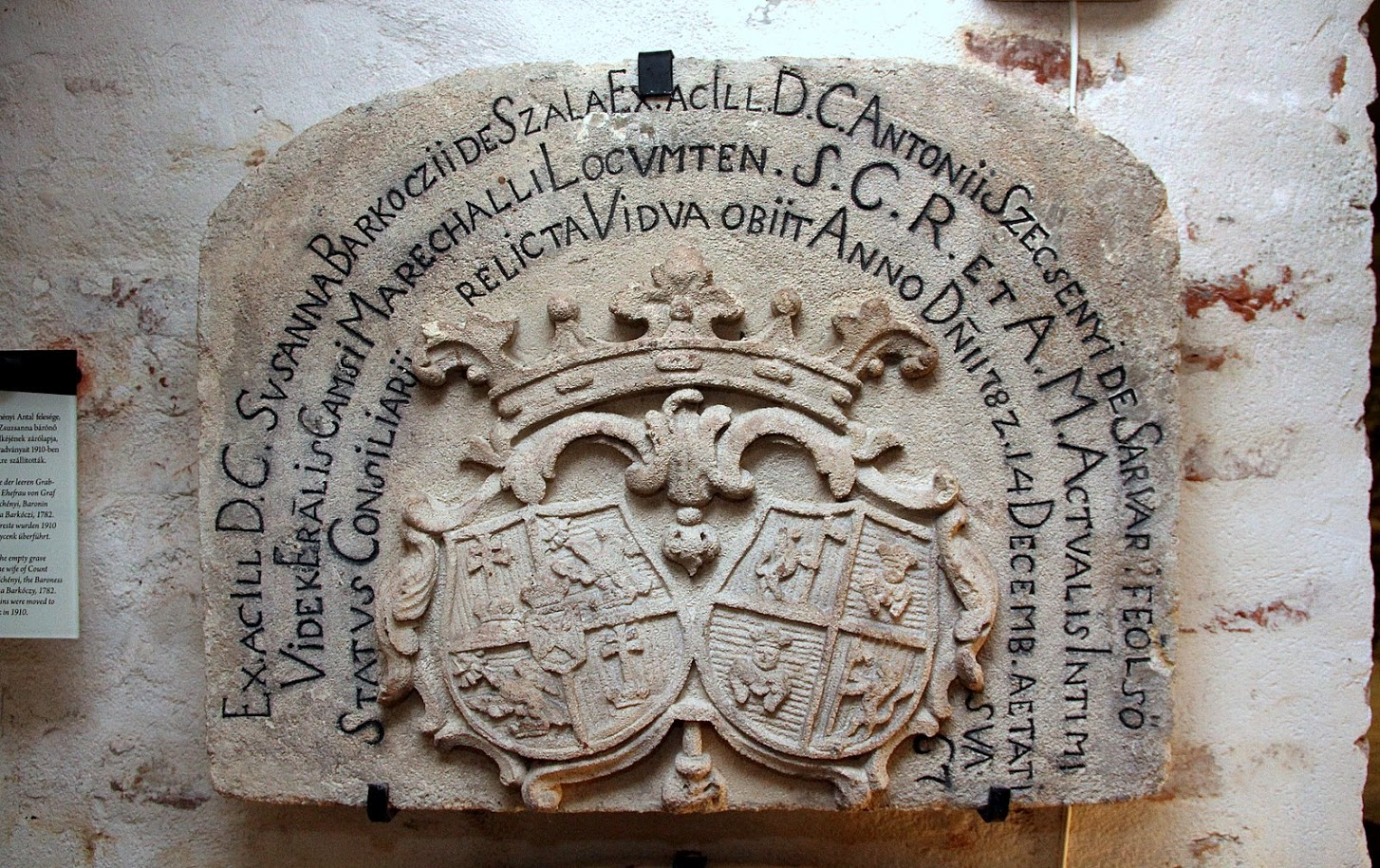
Altemplomban

## Külső hivatkozások
- Sulinet: A soproni ferences kolostor[halott link]